# Viracucha silvicola
Viracucha silvicola är en spindelart som först beskrevs av Soares 1946.  Viracucha silvicola ingår i släktet Viracucha och familjen Ctenidae. Inga underarter finns listade i Catalogue of Life.